# Phidippus mystaceus

Phidippus mystaceus este o specie de păianjeni săritori care se găsește în America de Nord. Lungimea femelelor este de 1 centimetru. 

## Numele
Numele speciei provine de la cuvântul grcesc mystax - "mustață", în cea mai mare parte prezente la femele. Un sinonim mai vechi al specie este P. asinarius, referindu-se la excrescențele de lângă ochi în forma unor urechiușe de măgaruș. Totuși traducerea literală al lui Phidippus mystaceus este "Mustață Săritoare".

## Galerie

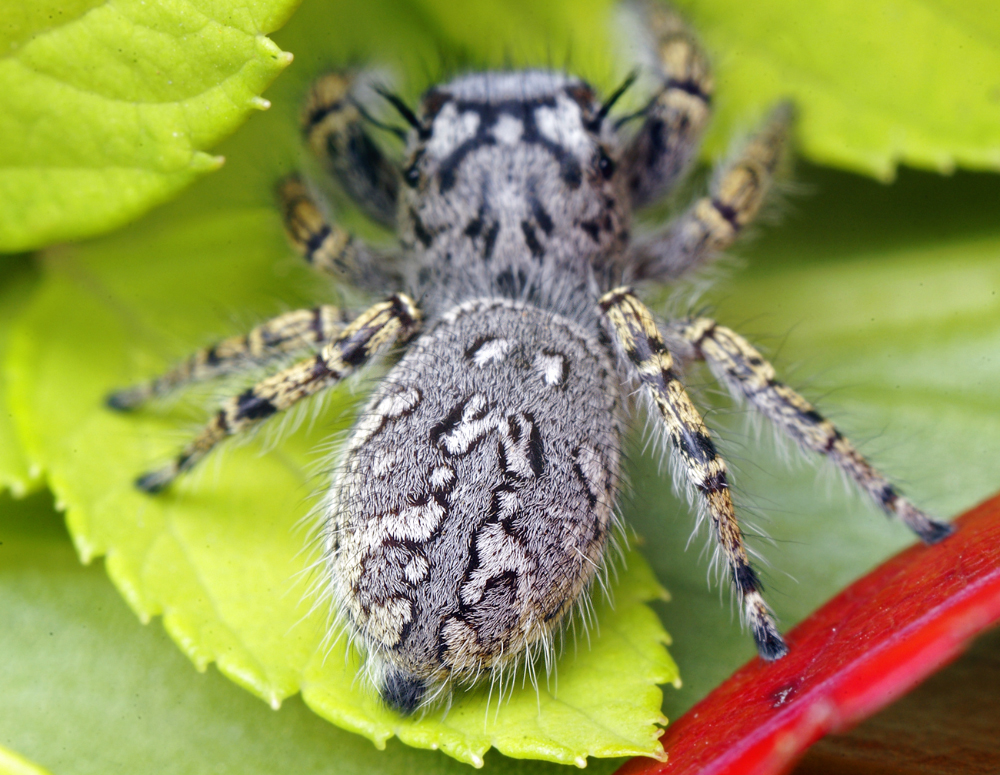
Opistosoma femelei
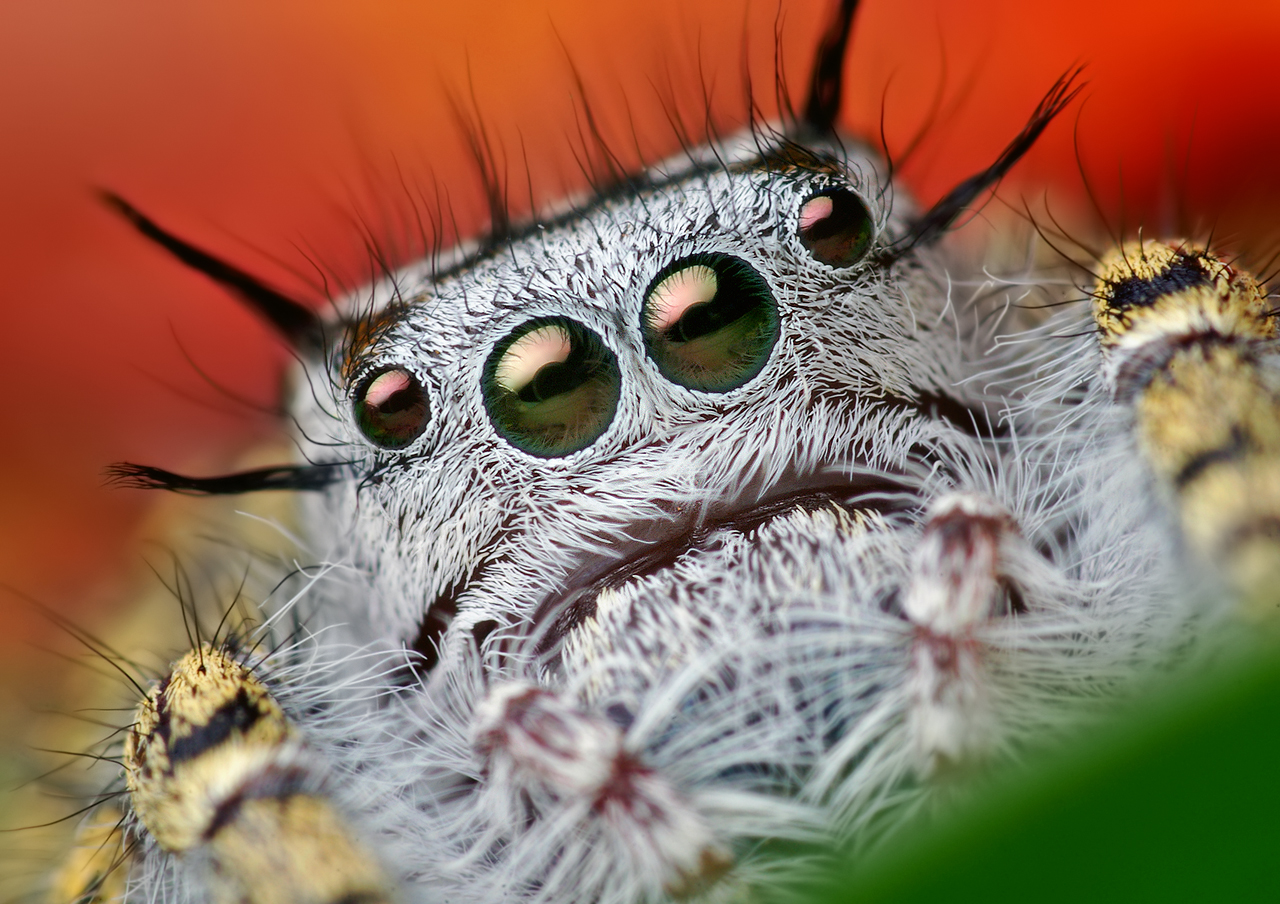
Faţa
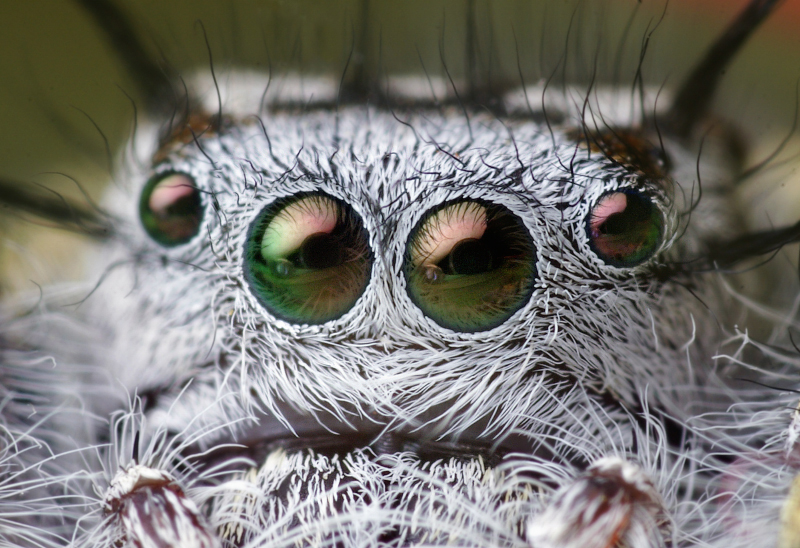
Ochii şi excrescenţele